# Éléonore Dillon
Pour les articles homonymes, voir Dillon.
Hélène-Eléonore Dillon (1753-1831), fille de Robert Dillon, seigneur de Terrefort (1710-1764) et de Mary Dicconson.

## Biographie
Éléonore Dillon, dame de compagnie de Madame Adélaïde fille de Louis XV, a épousé le 15 mars 1778 René Eustache d'Osmond, 4e marquis d'Osmond, diplomate français, dont elle a eu deux enfants :
- Adèle-Louise-Eléonore d'Osmond, comtesse de Boigne,
- Charles-Eustache-Gabriel, dit Rainulphe 5e marquis d'Osmond à la mort de son père en 1838.